# Myiophobus inornatus
Myiophobus inornatus là một loài chim trong họ Tyrannidae.